# Truism
En truism är ett uttalande som är självklart (och därför mindre intressant). Det är vanligt i politiska uttalanden, exempelvis "På Madagaskar lever endast hälften av befolkningen längre än medianlivslängden".
En bevingad truism är "ju enklare ju simplare" från Johan Henric Kellgrens dikt Dumboms lefverne (1791).

## Exempel
- Barnen är vår framtid
- Vi ska alla dö en gång
- Övning ger färdighet
- Den som söker han letar (travesti på det bibliska uttrycket "Den som söker han finner", vilket dock inte är en truism)